# Платт (тауншип, Миннесота)
Платт (англ. Platte) — тауншип в округе Моррисон, Миннесота, США. На 2000 год его население составило 329 человек.

## География
По данным Бюро переписи населения США площадь тауншипа составляет 92,7 км², из которых 92,6 км² занимает суша, а 0,1 км² — вода (0,11 %).

## Демография
По данным переписи населения 2000 года здесь находились 329 человек, 130 домохозяйств и 96 семей.  Плотность населения —  3,6 чел./км².  На территории тауншипа расположено 134 постройки со средней плотностью 1,4 построек на один квадратный километр. Расовый состав населения: 99,09 % белых и 0,91 % приходится на две или более других рас.
Из 130 домохозяйств в 32,3 % воспитывались дети до 18 лет, в 60,8 % проживали супружеские пары, в 7,7 % проживали незамужние женщины и в 25,4 % домохозяйств проживали несемейные люди. 20,8 % домохозяйств состояли из одного человека, при том 7,7 % из — одиноких пожилых людей старше 65 лет. Средний размер домохозяйства — 2,53, а семьи — 2,90 человека.
26,7 % населения — младше 18 лет, 7,0 % — в возрасте от 18 до 24 лет, 28,3 % — от 25 до 44, 26,7 % — от 45 до 64, и 11,2 % — старше 65 лет. Средний возраст — 36 лет. На каждые 100 женщин приходилось 106,9 мужчин.  На каждые 100 женщин старше 18 приходилось 109,6 мужчин.
Средний годовой доход домохозяйства составлял 39 167 долларов, а средний годовой доход семьи —  41 641 доллар. Средний доход мужчин —  29 219  долларов, в то время как у женщин — 20 833. Доход на душу населения составил 14 556 долларов. За чертой бедности находились 4,5 % семей и 11,2 % всего населения тауншипа, из которых 9,4 % младше 18 и 39,5 % старше 65 лет.